# Bisbat de Nuevo Casas Grandes
El bisbat de Nuevo Casas Grandes (espanyol: Diócesis de Nuevo Casas Grandes, llatí: Dioecesis Neograndicasensis) és una seu de l'Església Catòlica a Mèxic, sufragània de l'arquebisbat de Chihuahua, i que pertany a la regió eclesiàstica Norte. Al 2013 tenia 133.406 batejats sobre una població de 156.911 habitants. Actualment està regida pel bisbe Jesús José Herrera Quiñónez.

## Territori
La diòcesi comprèn part de l'estat mexicà de Chihuahua.
La seu episcopal és la ciutat de Nuevo Casas Grandes, on es troba la catedral de la Medalla Miraculosa.
El territori s'estén sobre 36.320 km², i està dividit en 25 parròquies.

## Història
La prelatura territorial de Nuevo Casas Grandes va ser erigida el 13 d'abril de 1977 mitjançant la butlla Praecipuum animarum del Papa Pau VI, prenent el territori del bisbat de Ciudad Juárez.
El 2 giugno 2000 la prelatura territorial va ser elevada a diòcesi mitjançant la butlla Constat praelaturam del Papa Joan Pau II.

## Cronologia episcopal
- Hilario Chávez Joya, M.N.M. † (13 d'abril de 1977 - 22 de maig de 2004 jubilat)
- Gerardo de Jesús Rojas López (22 de maig de 2004 - 7 de desembre de 2010 nomenat bisbe de Tabasco)
- Jesús José Herrera Quiñónez, des del 27 d'octubre de 2011

## Estadístiques
A finals del 2013, la diòcesi tenia 133.406 batejats sobre una població de 156.911 persones, equivalent al 85,0% del total.
| any  | població | població | població | sacerdots | sacerdots       | sacerdots       | sacerdots             | diaques | religiosos | religiosos | parròquies |
| ---- | -------- | -------- | -------- | --------- | --------------- | --------------- | --------------------- | ------- | ---------- | ---------- | ---------- |
| any  | batejats | total    | %        | total     | clergat secular | clergat regular | batejats por sacerdot | diaques | homes      | dones      |            |
| 1980 | 116.700  | 124.000  | 94,1     | 11        | 1               | 10              | 10.609                | 1       | 12         | 10         | 9          |
| 1990 | 234.800  | 255.000  | 92,1     | 25        | 10              | 15              | 9.392                 |         | 16         | 20         | 21         |
| 1999 | 100.546  | 125.683  | 80,0     | 32        | 22              | 10              | 3.142                 |         | 12         | 24         | 20         |
| 2000 | 166.988  | 185.542  | 90,0     | 36        | 26              | 10              | 4.638                 |         | 13         | 28         | 14         |
| 2001 | 169.859  | 188.413  | 90,2     | 38        | 28              | 10              | 4.469                 |         | 10         | 27         | 14         |
| 2002 | 128.000  | 128.127  | 99,9     | 33        | 25              | 8               | 3.878                 |         | 8          | 27         | 14         |
| 2003 | 96.800   | 130.901  | 73,9     | 51        | 33              | 18              | 1.898                 |         | 18         | 35         | 13         |
| 2004 | 98.993   | 143.991  | 68,7     | 61        | 52              | 9               | 1.622                 |         | 9          | 35         | 13         |
| 2013 | 133.406  | 156.911  | 85,0     | 41        | 39              | 2               | 3.253                 |         | 2          | 44         | 25         |